# Bernard d'Abrera
Bernard d'Abrera (1940 – 13 gennaio 2017) è stato un entomologo e filosofo della scienza australiano, particolarmente noto per i suoi libri sulle farfalle (Papilionoidea) e sulle più grandi falene del mondo (Saturniidae e Sphingidae).
È stato indicato come uno dei più noti lepidotterologi del mondo dal Daily Telegraph. Il famoso biologo e naturalista Philip James DeVries lo descrive come "probabilmente uno dei più noti lepidotterologi in tutto il mondo, e di conseguenza, un'autorità su tutto ciò che riguarda le farfalle". d'Abrera era apertamente critico sulla teoria dell'evoluzione.

## Biografia
Bernard d'Abrera si è laureato presso l'University of New South Wales a Sydney, Australia. Ha conseguito il Bachelor of Arts nel 1965, con una doppia specializzazione in Storia e Filosofia della scienza e Storia.
D'Abrera ha trascorso oltre quarant'anni a fotografare esemplari museali di farfalle e falene, e a identificare e catalogare esemplari in tutto il mondo.
Ha dato il nome a diverse specie di farfalle, come la Gnathothlibus dabrera una falena indonesiana e la Parantica dabrerai, una farfalla indonesiana.
Nel 1978, d'Abrera ha aiutato a scoprire un giro di contrabbando di farfalle rare in Papua Nuova Guinea che si stima abbia fruttato almeno 200000 $ all’anno.
Nel 1982, d'Abrera e sua moglie Lucilla hanno fondato la Hill House Publishers, una casa editrice con sede a Melbourne e Londra, che pubblicare tra l'altro, il loro lavoro.

## Critiche all'evoluzione
D'Abrera è stato uno dei firmatari della petizione denominata "A Scientific Dissent from Darwinism", una campagna iniziata nel 2001 dal Discovery Institute. D'Abrera è anche un membro della International Society for Complexity, Information and Design, think tank che sostiene l’Intelligent Design.
D'Abrera è fortemente contrario alla teoria dell'evoluzione, perché a suo avviso non è una teoria scientifica sostenuta in buona fede. Descrive la teoria dell'evoluzione come "un bagaglio viscido e asfissiante" che richiede "una cieca fede religiosa". Egli crede che la teoria dell’evoluzione non può essere considerata scientifica, dal momento che non può essere testata e verificata. Le idee di D'Abrera sull'evoluzione sono state criticate da Arthur Shapiro, biologo evoluzionista e entomologo presso l'Università della California, che le descrive come "profondamente anti-scientifiche – non scientifiche, ma ostili alla scienza".